# Ludmila Alioșina
Ludmila Alioșina (sau Alioșin; n. 27 iulie 1930, Novorosiisk, Federația Rusă - d. 16 februarie 2021) a fost o cântăreață de operă (mezzo-soprană) din Republica Moldova.
Și-a făcut studiile între anii 1954-1959 la Academia de Muzică, Teatru și Arte Plastice din Chișinău (AMTAP, pe atunci Conservatorul de Stat „Gavriil Musicescu”) cu profesorii B. Miliutin, T. Gurtovoi, P. Alexeev. A urmat apoi Institutul de Limbi Străine din Stavropol.
Din 1957 a activat ca și coristă, apoi ca solistă la Teatrul Național de Operă și Balet „Maria Bieșu” din Chișinău, predând și ore de canto la Conservatorul de Stat „Gavriil Musicescu”. A interpretat peste 120 de roluri, printre care:
- Polina în Dama de pică de P. Ceaikovski
- Kneaghina în Vrăjitoarea de P. Ceaikovski
- Adalgisa în Norma de V. Bellini
- Carmen în Carmen de G. Bizet
- Comisarul în Tragedia optimistă de A. Holminov
- Olga în Eroica baladă de A. Stârcea
- Taisia în Serghei Lazo de D. Herschfeld

Din 1988 a regizat spectacole de operă pentru copii, a evoluat în concerte de cameră, recitaluri de romanțe. A fost conferențiar universitar la catedra de canto academic la AMTAP, cu titlul onorific „Maestru în arte”.
A fost premiată cu distincțiile Artistă Emerită a RSSM în 1974 și cu Artistă a Poporului din RSSM în 1980.
A decedat la data de 16 februarie 2021, la vârsta de 90 de ani.